# TCP 래퍼
TCP 래퍼(TCP Wrapper)는 호스트 기반 네트워킹 ACL 시스템으로서, 리눅스 또는 BSD 같은 운영 체제의 인터넷 프로토콜 서버에서 네트워크 접근을 필터링하기 위해 사용된다. 이것은 접근 제어 목적을 위한 필터 역할을 하는 토큰으로서 사용되며, 호스트나 부분망 IP 주소, 호스트명 쿼리 응답을 허용한다.
타볼(tarball)은 libwrap라는 이름의 라이브러리를 포함하는데, 이것은 실제 기능을 구현한다. 초기에는 tcpd 프로그램을 사용하여, 단지 각 연결이 inetd 같은 슈퍼 서버에서 생성된 서비스들만 래핑 되었다. 그러나 초기와 달리 대부분의 현재 네트워크 서비스 데몬들은 직접적으로 libwrap과 연결될 수 있다. 이것은 슈퍼 서버에서 생성될 필요 없이 동작하거나 단일 프로세스가 여러 연결들을 다루는, 데몬에 의해 사용된다. 한편 오직 첫 번째 연결 시도만 이것의 ACL들에 의해 체크된다.
종종 데몬의 설정 파일에서 발견되는 호스트 접근 제어 지시자와 비교했을 때, TCP 래퍼는 런타임 ACL 재설정과(다시 로드하거나 시작할 필요가 없다) 일반적인 네트워크 관리에 대한 장점이 존재한다.
원래 TCP와 UDP 관련 서비스를 보호하기 위해 만들어졌지만, 특정한 ICMP 패킷들에 대한 필터도 사용할 수 있다. 예를 들면 'pingd' (사용자 공간 핑 요청 응답자)가 있다.

## 같이 보기
- 도메인 이름 서비스 기반 블랙홀 목록
- 방화벽